# Coriolan Tămâian
Coriolan Tămâian (născut Tămăian; n. 16 decembrie 1904, Fărcașa - d. 20 mai 1990, Oradea) a fost un preot român, profesor și rector al Academiei Teologice din Oradea. După arestarea episcopului Valeriu Traian Frențiu a fost conducătorul de facto al Episcopiei Greco-Catolice de Oradea Mare. A fost la rândul său arestat și condamnat la 25 de ani de temniță grea.

## Familia și studiile

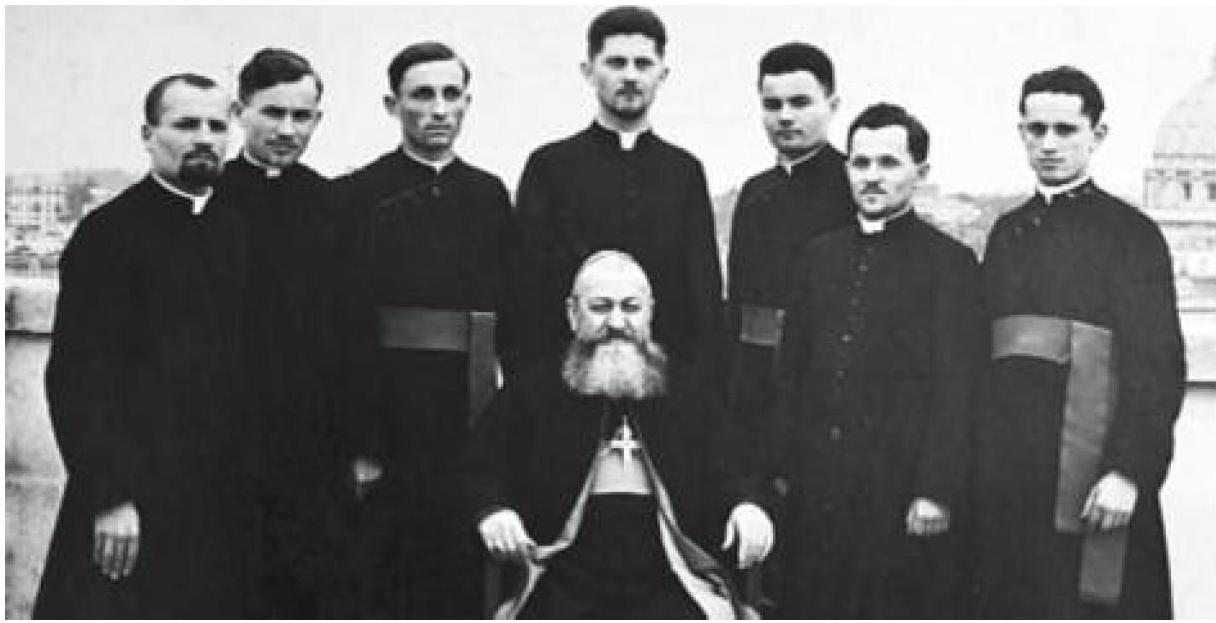
Episcopul Valeriu Traian Frențiu cu un grup de preoți și seminariști pe terasa Colegiului Pio Romeno din Roma. Coriolan Tămăian este primul din dreapta.

S-a născut în satul Fărcașa din  comitatul Maramureș. Tatăl său a fost preotul Paul Tămăian, iar mama Iuliana.
A urmat școala primară la Sâmbăta, Bihor, unde tatăl său era preot paroh. În 1915 a fost primit elev la Liceul „Samuil Vulcan” din Beiuș, unde a obținut bacalaureatul în 1923, după care a studiat la Colegiul Pio Romeno din Roma și la Pontificia Università Urbaniana.

## Activitatea pastorală
A fost hirotonit preot în anul 1929, după care a activat ca profesor la Seminarul Teologic din Oradea. În octombrie 1940, după ocuparea Ardealului de Nord, a fost expulzat de autoritățile fasciste maghiare și s-a mutat la Beiuș, de unde a condus ca vicar episcopal partea eparhiei de Oradea Mare rămasă sub administrație românească. Imediat după război s-a întors la Oradea. În noiembrie 1945 a fost numit rector al Academiei Teologice din Oradea, funcție pe care a avut-o până la desființarea instituției, la 2 octombrie 1948.

## Perioadele de detenție
Prima dată a fost arestat la Oradea, în perioada 19 august 1947 – 25 august 1947.
Rearestat și închis în perioada 29 octombrie 1948 – octombrie 1955 (7 ani); 5 septembrie 1958 – 29 iulie 1964 (6 ani).
În 27 iunie 1959 a fost condamnat de Tribunalul Militar Timișoara la 25 de ani închisoare, pentru „crimă de uneltire contra ordinii sociale.”

## Închisori
- Arestul Securității din Cetatea Oradea, apoi Penitenciarul Oradea,
- Mănăstirea Neamț,
- Mănăstirea Căldărușani,
- Închisoarea Sighet,
- Închisoarea Jilava,
- Penitenciarul Galați,
- Penitenciarul Botoșani.

## Învinuirea și detenția la Sighet
Motivul arestării sale a fost rezistența la politica de desființare a Bisericii Unite cu Roma și a obligației trecerii enoriașilor greco-catolici, în frunte cu liderii lor spirituali, la Biserica Ortodoxă Română.
A fost adus din Cetatea Oradea în Penitenciarul Oradea pe data de 19 august 1947, fiind eliberat pe data de 25 august 1947. Un an mai târziu, a fost rearestat, fiind torturat în chip bestial: i-au fost vârâte mâinile în foc, a fost bătut fără milă.
Pe data de 29 octombrie 1948 a fost din nou reținut împreună cu episcopul Valeriu Traian Frențiu
A refuzat funcția de episcop ca succesor al lui Valeriu Traian Frențiu, fiind urmărit și urmand să intre curând la închisoare; aceasta a fost preluată de Iuliu Hirțea, despre care deși l-au închis, comuniștii nu știau că era episcop.
A fost dus, împreună cu 25 de deținuți preoți și călugări greco-catolici, la Mănăstirea Neamț, ulterior a fost trimis la Căldărușani, (27 februarie 1949 - 25 mai 1950), apoi a fost transferat la Închisoarea Sighet împreună cu Valeriu Traian Frențiu, care s-a stins în brațele lui Coriolan Tămaian, in prezența episcopului Ioan Suciu, a colegilor de celulă - frați de suferință, la 11 iunie 1952; la 77 de ani. La Sighet tot în brațele sale a murit episcopul Ioan Suciu de la Blaj.
După transferarea de la Sighet a episcopilor Hossu, Rusu și Bălan, părintele Coriolan Tămâian s-a aflat în celula episcopilor împreună cu episcopul Tit Liviu Chinezu și cu episcopul Ioan Cherteș. În mărturia pe care a dat-o părintelui Anton Moisin  Coriolan Tămâian arată că „în 12 ianuarie 1955 i s-a făcut rău [Episcopului Chinezu], nu mai vorbea, nu mânca, până în dimineața zilei de 15 ianuarie. Noi căutam să-l «acoperim», să nu-l vadă paznicul, ca și cu episcopul Frențiu și cu episcopul Suciu, altfel îi ducea de acolo să moară. A intrat întâmplător paznicul, un rutean, l-a văzut bolnav, a sesizat gardianul, care l-a transportat împreună cu mine în altă cameră, de o persoană, spunând că va fi dus la spital, ceea ce eu am contestat. El s-a prins de mine, de reverul hainei, nu voia să plece. Peste două ore a murit.”
Din momentul în care l-a lăsat pe episcopul Chinezu în celula 62, părintele Coriolan Tămâian n-a mai fost martor direct al evenimentelor. Episcopii Adalbert Boroș și Alexandru Todea l-au văzut în celula de izolare, „în ultima cameră”.
După desființarea închisorii Sighet în aprilie 1955 a fost mutat la Jilava, unde a stat cinci săptămâni, apoi a ajuns din nou la Penitenciarul Oradea, până în octombrie 1955.
Cât timp Hirțea a fost la temniță și după moartea acestuia, grija episcopiei a purtat-o canonicul Coriolan Tămâian, personaj ferm, ingenios și îndrăzneț.

## Memoriul din 1956. „Lotul Tămăian”
Activ în Memoriul din 1956 al celor trei episcopi din „garda veche”, (rămași după ce au trecut prin infernul închisorii de la Sighet, Alexandru Rusu al Maramureșului și Mitropolit al Blajului din 1946, nerecunoscut de Guvernul Groza, Iuliu Hossu al Clujului și Gherlei și Ioan Bălan al Lugojului) la care au aderat în jur de 250-300 credincioși din Craidorolț, Pișcolt și din alte localități. Listele  înaintate prin poștă Consiliului de Miniștri, susțineau urmatoarele solicitări „Subsemnații credincioși greco-catolici ai Parohiei Craidorolț, vă rugăm să bine voiți a aproba libera profesare a cultului nostru greco-catolic și a reda libertate episcopilor noștri canonici... etc. etc. Am comunicat lista trimisă preoților Coriolan Tămâian și Stan Gavril, iar lui Tămâian i-am arătat detailat. Arhivat în 24 august 2019, la Wayback Machine.”
În urma transmiterii acestui memoriu au fost operate arestări prin așa cunoscutul „Lot Tămâian”. Iată membrii „lotului”și sentințele lor de condamnare:
1. Pr. Dr. Coriolan Tămâian (1904-1990), canonic, rector al Academiei Teologice din Oradea, Vicar general, Ordinarius, numit episcop auxiliar al Episcopului Dr. Valeriu Traian Frențiu, condamnat la 25 de ani de temniță grea.
2. Pr. Eugen Foișor, secretar episcopal, condamnat la muncă silnică pe viață.
3. Pr. Teodor Dărăban, preot la Petrani, județul Bihor, și Pișcolt, județul Satu Mare. Condamnat la 25 de ani de temniță grea.
4. Pr. Dumitru Mureșan, paroh la Craidorolț, condamnat la 25 de ani de temniță grea.
5. Pr. Dr. Virgil Maxim, profesor de teologie la Oradea, condamnat la 20 de ani.
6. Pr. Ioan Tăutu, paroh la Borod, județul Bihor, condamnat la 18 ani de închisoare.
7. Pr. Gheorghe Mangra, economul Seminarului Greco-Catolic din Oradea, condamnat la 15 ani.
8. Iosif Ciarnău, laic, credincios greco-catolic din Pișcolt, condamnat la 12 ani de închisoare.
9. Iosif Varga, laic, credincios greco-catolic din Pișcolt, condamnat la 12 ani de închisoare.
10. Andrei Naghi, laic, credincios greco-catolic din Pișcolt, condamnat la 12 ani de închisoare.
11. Gheorghe Cialinschi, laic, credincios greco-catolic din Pișcolt, condamnat la 10 ani de închisoare.
12. Ioan Cosma, laic, credincios greco-catolic din Pișcolt, condamnat la 10 ani de închisoare.
13. Ioan Hossu, laic, credincios greco-catolic din Pișcolt, condamnat la 10 ani de închisoare.

A fost arestat pe 4 septembrie 1958 de Securitatea din Oradea, sub învinuirea de „agitație desfășurată în
rândul foștilor preoți greco-catolici.” A fost chinuit sistematic în 101 anchete de câte patru ore fiecare. În 27 iunie 1959 a fost condamnat la Timișoara la 25 de ani de temință grea.

## După amnistia deținuților politici din 1964. „Optimistul”
După amnisitia din 1964 a fost eliberat din detenție la 29 iulie 1964. În septembrie 1964 s-a angajat ca merceolog la Fabrica de cărămidă „Crișana” din Oradea, unde a lucrat până la pensionare, la 1 august 1968. 
La 25 septembrie 1965 i s-a deschis un dosar de verificare cu numele de cod „Optimistul”, fiind considerat „suspect de activitate ilegală greco-catolică”, iar la 11 aprilie 1966 acțiunea de verificare a fost transformată în dosar informativ individual cu numele de cod „Gorunul”. În această perioadă oficia liturghii clandestine. Preoților și credincioșilor le transmitea bani anume strânși în Germania și trimiși în România.
Preotul Tămăian era numit de credincioși „Unchiul Cori”.
În 1978 a fost numit ordinarius (substitut de episcop) al Diecezei Române Unite din Oradea, calitate în care a condus eparhia orădeană timp de 11 ani, până în decembrie 1989, când a fost numit episcopul Vasile Hossu.
În 1983, în contextul noii Ostpolitik, a negociat împreună cu preotul Ioan Erdeli o înțelegere cu secretarul Consiliului Popular, Ioan Chivari, pentru a folosi Biserica capucinilor din Oradea ca lăcaș de rugăciune pentru credincioșii greco-catolici aflați în ilegalitate.
În 1989 l-a desemnat succesor la conducerea Eparhiei de Oradea Mare pe preotul profesor Vasile Hossu, acesta devenind în 1990 episcop diecezan.
Coriolan Tămăian a decedat la 20 mai 1990, în urma unui accident vascular cerebral suferit în 1989.

## Memoria
În cadrul Facultății de Teologie Greco-Catolică a Universității Babeș-Bolyai - Departamentul Oradea s-a înființat în memoria sa Asociația Studenților „Coriolan Tămăian”.